# Billeder fra Island
Billeder fra Island er en dokumentarfilm fra 1939 instrueret af Andreas M. Dam.

## Handling
Kopi 102: En bog, "Islands saga". Bogen åbnes: "Vulkanernes ild og Jøklers is formede landet, I årtusinder ukendt og ubeboet. "År 874 drager Ingolf til Island hvor han bosætter sig og tager land" osv. (tekst) Islandsk landskab i morgengry, Vikinger ankommer i både til Island. Vandfald, fosser, fjelde hyllet i tåge. Geysir springer, Gullfoss. Myvatns landskaber. 3 svaner i flugt. Skulptur i Reykjavik af Leif Eriksson. "Island i dag": Flybilleder af landskaber med vige, fjeldrygge, flybilleder over Reykjavik (RKV) Gadeliv i RKV med biler, Skibet "Dr. Alexandrine" ved kaj. Havneliv med fiskere. Busstation. Varme kilder, udendørs storvask i varm kilde i et "vaskeapparat". Moderne svømmepool i RKV. Svømmere i friluftsbad. En privat swimmingpool: "Her tager husassistenten et morgenbad i villaens private svømmebassin" (tekst) Villa og swimmingpool med husassistent og frue. "Store drivhusanlæg forsyner Island med druer, grøntsager." (tekst) Unde piger spiser af drueklaser. Bil i landskab til Tingvallasletten. Div landskaber. Myvatn nationalpark og lavalandskaber. Elve med springende laks. Lystfiskere med "fluer" i hatte. Lystfiskere i lakseå. Heste i landskab, gård i islandsk landskab. "116.000 indbyggere, 50.000 heste og 600.000 får" (tekst) Hø samles sammen, hø slåes med le. Hølæs på heste. Kornmarker RULLE 2: Vandflyver letter. Har nummer 84 (samme som i filmen Geodætisk Institut, Island 1937)) Flyoptagelser: Fra Akureyri flyves over fjelde mod havet, fuglefjelde. Fiskefartøjer: "Fiskeri er Islands hovederhverv. Alene sildefiskeriet indbringer på et par sommermåneder 20-25 millioner kr til Island" (tekst) Havbilleder med mange fiskefartøjer. "Sildestimer kruser vandoverfladen" Sildefiskeri: Både samarbejder med not net og fanger sild i fælles rundkreds, "strammer" nettet og store mængder sild hives op af havet. Sild: tæt og totaler. Lasten sejles ind til Siglufjord, "Islands hovedkvarter for sildeindustrien" Arbejsliv / stor travlhed i Siglufjord. De forskellige arbejdsprocesser for mænd/kvinder unge/gamle skildres - sildes renses, saltes og kommes i tønder. Søndagspromenade i Siglufjord, bjerge af sildetønder. Får i landskab. "Når efteråret nærmer sig drives får og heste sammen." Der optræder en bil flere gange i optagelserne har nummer A3. Fåreflokke/hesteflokke drives i fold. Aftenstemningsbilleder fra Island.